# عبد الله مقدس
عبد الله مقدس (ولد في 31 مارس 1987) لاعب تنس كويتي .
عبد الله مقدس لديه مهنة عالية في تصنيف فردي ATP من 496 تم تحقيقه في 11 فبراير 2013. لديه أيضا مهنة عالية ATP مضاعفة الترتيب 581 التي تحققت في 4 فبراير 2013. متلك عبد الله مرتبة مهنية عالية في المرتبة 18.
ظهر عبد الله في أول قرعة له في بطولة ATP في بطولة دبي للتنس 2010 في قرعة الزوجي.
يمثل عبد الله مقدس الكويت في كأس ديفيس حيث سجل 32/16.

## نهائيات ATP Challenger و ITF

### الفردي: 4 (1-3)
| نتيجة | W – L | تاريخ المنافسة | المسابقة           | سطح - المظهر الخارجي | الخصم       | أحرز هدفا       |
| ----- | ----- | -------------- | ------------------ | -------------------- | ----------- | --------------- |
| خسارة | 0-1   | Jul 2010       | طهران، إيران       | طين                  | أتيلا بالاز | 2-5 ، 2-6       |
| فوز   | 1–1   | Apr 2012       | الدوحة قطر         | صلبة                 | جول ماري    | 6-1 ، 2-6 ، 6-4 |
| خسارة | 1-2   | Oct 2012       | مشرف، الكويت       | صلبة                 | تشين تي     | 3-5 ، 1-6       |
| خسارة | 1-3   | Oct 2013       | هيراكليون، اليونان | صلبة                 | مارتن فايسي | 4-6 ، 1-6       |

## روابط خارجية
- عبد الله مقدس على موقع رابطة محترفي التنس (الإنجليزية)
- عبد الله مقدس على موقع الاتحاد الدولي لكرة المضرب (الإنجليزية)
- عبد الله مقدس على موقع كأس ديفيز (الإنجليزية)
- عبد الله مقدس على موقع خلاصة التنس.كوم (الإنجليزية)

- الصفحة الخاصة باللاعب عبد الله مقدس في موقع رابطة محترفي كرة المضرب.

- عبد الله مقدس في موقع الاتحاد الدولي لكرة المضرب
- عبد الله مقدس في كأس ديفيز